# Schallschutznachweis
Der Schallschutznachweis ist ein meist im Rahmen eines Baugenehmigungsverfahrens erstelltes wissenschaftliches Gutachten, das belegen soll, dass die gesetzlichen Vorgaben des Schallschutzes für ein Bauvorhaben eingehalten werden. Die wesentlichen Vorgaben sind Grenzwerte für den Mindestschallschutz gegen Außenlärm (Straßenlärm, nachbarliche Nutzung, sonstige Lärmemissionen), wobei zwischen Luftschall und Trittschall  zu unterscheiden ist. Der Lärm innerhalb einer Nutzungseinheit, etwa in einem Großraumbüro, ist selten Teil des Antragsverfahrens, sondern die Anforderungen der Schallabsorption von Bauteilen sind im Rahmen des Arbeitsschutzes von Belang.

## Inhalte des Schallschutznachweises
Die Bauvorlagenverordnungen der Länder verlangen im Baugenehmigungsverfahren Schallschutznachweise. Die Bauaufsicht verzichtet bei kleineren Vorhaben auf den Nachweis. Gefordert werden meistens die Nachweise, dass die angeordneten Außenbauteile ausreichend vor Außenlärm schützen und dass die Bauweise sicherstellt, dass der Trittschall andere Nutzungseinheiten nicht stört.

## Der Nachweis zum Schutz vor Außenlärm
Für die Anforderungen an die Luftschalldämmung wird die Tabelle 8 der DIN 4109 herangezogen. Diese gibt, nach Lärmpegelbereichen geordnet, Mindestwerte für das „resultierende bewertende Schalldämmmaß“ vor. Eine Außenwand für ein Wohngebäude muss im Lärmpegelbereich IV ein Schalldämmmaß von 40 dB (einschließlich der Minderung durch die z. B. Fenster) erreichen, je höher desto besser.
Ermitteln des maßgeblichen Außenlärmpegels DIN 4109
Die Einordnung des maßgeblichen Außenlärms orientiert sich an der Verkehrsbelastung, gemeint ist der Straßenverkehr. Es sind Zuschläge hinzuzuaddieren je nach besonderen Bedingungen. Ist eine ampelbestückte Kreuzung weniger als 100 m vom Immissionsort entfernt, sind 3 dB hinzuzuaddieren, bei Schienenverkehr 3 dB. Der maßgebliche Außenlärmpegel kann auch durch eine Messung nach DIN 45642 bestimmt werden. Besondere Bebauung erlaubt eine Minderung ohne Nachweis, bei Blockbebauung um 10 dB. In einigen Kommunen, meist Ballungsgebiete, werden für Straßen feste Vorgaben gemacht, die dann zu beachten sind.
Berechnungsbeispiel zum Schutz von Außenlärm
1. Gegeben: Aufenthaltsraum einer Wohnung im Lärmpegelbereich IV: 40 dB
2. Raumhöhe: 2,60 m, Raumtiefe: 5 m. Die Division (2,6 / 5) ergibt 0,52. Der Korrekturwert aus Tabelle 9, DIN 4109 beträgt −2 dB
3. Die Anforderung an die resultierende Luftschalldämmung: erf R'w,res = 40 − 2 = 38 dB
4. Vorgesehen ist eine Wand aus 30 cm Leichthochlochziegel, Rohdichte 700 kg/m³. Hinzu kommen die Werte für Innen- und Außenputz und durch Umrechnung auf m² beträgt die flächenbezogene Masse m' = 259 kg/m². Die Tabelle im Beiblatt 1 der DIN 4109 ergibt für einschalige, biegesteife Wände ein Schalldämm-Maß von R'w,W = 47 dB. Der Wandaufbau genügt den Anforderungen. Vorgesehen sind Fenster mit R'w,F = 32 dB.[3]

## Bemessen des Trittschallschutzes
Beim Trittschallschutznachweis müssen die vorhandenen Trittschalleigenschaften der Bauteile kleiner (= oder gleich) sein als die gesetzlich vorgegebenen (vorh L'n,w ≤ erf L'n,w). Die Vorgaben gibt die Tabelle 3 der DIN 4109 vor in der Spalte "erf L'n,w" in Dezibel (dB). Beispielsweise muss eine Geschossdecke zu einem allgemein nutzbaren Abstellraum mindestens 53 dB erfüllen, dies gilt für den Luftschall und den Trittschall. Hat das Bauvorhaben weniger als drei Wohneinheiten reduziert sich die Anforderung für den Luftschall auf 52 dB, für den Trittschall erhöht er sich auf 63 dB, im Nachweisverfahren reduziert er sich so (siehe die Formel im Absatz)!
Der Nachweis des Trittschallschutzes an einem Beispiel
Gegeben sei ein Doppelhaus mit einer Geschossdecke aus Beton, die einen Wohnraum von einem Trockenboden trennt.
1. Die Anforderung: erf L'n,w ≤ 63 dB – 2 dB (Sicherheitszuschlag) = 61 dB
2. Die Betondecke mit einer Dicke von 14 cm ergibt eine Rohdichte von 320 kg/m² und 77 dB. Die Rohdichte des Betons ergibt sich aus der DIN 1055. Die Anforderung wird so nicht erfüllt.
3. Es ist ein Estrich anzuordnen, der zwischen Decke und Estrich Dämmplatten aus Mineralwolle oder Polystyrol enthält. Ein Estrich mit einer flächenbezogenen Masse von mehr als 70 kg/m²[4] erreicht eine bewertete Trittschallminderung von 23 dB.
4. Berechnung: Trittschall Decke – Trittschallminderung Estrich =  77 dB – 23 dB = 54 dB.
5. Der Nachweis: vorh L'n,w = 54 dB ≤ erf L'n,w = 61 dB. Der Nachweis ist erbracht.[5]

## Die Berechnung der Schallabsorption als „innerer“ Schallschutznachweis
Die Berechnung der Schallabsorption soll, etwa in einem Großraumbüro, ergomisch verträgliche Arbeitsbedingungen sichern. Die im Büro erzeugte Lärmenergie (Telefon, Unterredungen etc.) soll durch geeignete Maßnahmen gemindert werden. Ungünstige Raumbedingungen können die Produktivität erheblich mindern und gar zu gesundheitlichen Beeinträchtigungen führen. Das Verfahren ist in der DIN 18041 geregelt und gilt für kleine bis mittelgroße Räume (bis 4000 m²). Dort sind im Anhang auch die Schallabsorptionswerte der gängigsten Bauteile angegeben. In der Literatur finden sich unterschiedlichste Angaben, was die Schallabsorptionswerte für Einrichtungsgegenstände und Menschen angeht. Dies kann die Planungssicherheit mindern.
Der Nachweis des Schallschutzes an einem Beispiel
Ein Büro mit zwei Arbeitsplätzen soll untersucht werden. Der Raum hat eine einfache, rechteckige Form, eine Längsseite ist mit einer Fensterwand versehen, die andere Längswand ist in Leichtbau errichtet. Die Stirnseiten sind in Massivbau und in Trockenbau erstellt. Die Decke ist abgehängt und der Boden mit Parkett belegt. Die Maße seien: 5 m*8 m*3 m (Breite, Länge, Höhe), das Volumen beträgt demnach 120 m³. Die Schritte im Einzelnen:
1. Die Raumgeometrie ist zu erfassen. Dazu zählen die Flächen von Boden, Decke und der Wände einzeln erfasst nach ihrem Oberflächenmaterial. Ein Boden, der zur Hälfte mit Parkett und zur anderen Hälfte mit Teppich belegt ist, ist hier mit zwei Flächen zu erfassen.
2. Der erforderliche Absorptionsgrad ist nach der Formel: A (in m²) = 0,163 * V / T zu berechnen. V bedeutet das Volumen und T die Nachhallzeit, hier 0,55 s Im Büro (und die meisten Aufenthaltsräume) soll die Nachhallzeit zwischen 0,5 und 0,6 s liegen. Die Berechnung ergibt einen erforderlichen Absorptionsgrad von 35,6 m².
3. Der vorhandene Absorptionsgrad ist zu bestimmen. Dazu sind die Flächen der Wände, Decke und Boden mit den im Anhang der DIN 18041 angegebenen Werten für die jeweiligen Materialien zu multiplizieren. Maßgebend ist der Wert für 500 Hz. Die Werte für die Möblierung und die meistens anwesenden Personen sind mit Bedacht festzusetzen. Die Musterechnung ergibt einen Absorptionsgrad von gut 20 m². Mit dem Abgleich des erforderlichen Abosorptionsgrades von gut 36 m² ergibt sich ein Absorptionsdefizit von 16 m², die entsprechend nachzurüsten sind.
4. Durch Optimierungen und Nachrüsten mit Schallabsorbern, wie Vorhänge, Teppiche, bewegliche Schallschutzwände, Deckensegel, Akustikbilder etc., lassen sich die zu treffenden Maßnahmen technisch und wirtschaftlich berechnen. So würde ein Akustikbild (mit innenliegender Dämmmatte) im DIN-Format A0 (1 m²) eine Schallabsorption von fast einem m² ergeben.[6]

Das Verfahren ist einfach, aber in der Norm sind besondere Raumgeometrien nicht vorgesehen. Ein Aufenthaltsraum mit konkaven Wänden verliert durch die „Schallwanderung“ überproportional an Raumqualität, da der hier erzeugte Lärm hochhallig verstärkt, unangenehm auffällt.